# Jan Čejka (plavec)
Jan Čejka (* 29. května 2001 Pardubice) je český plavec. Specializuje se na znakové tratě. 5. 7. 2019 získal zlatou medaili na Mistrovství Evropy juniorů na trať 200 znak, v čase 1:57,51. O několik týdnů později – 23. 8. 2019 – vyhrál trať 50 znak v čase 25,08 s na Mistrovství světa juniorů a stal se tak prvním Čechem, který získal zlatou medaili na plaveckém MSJ.